# Ius
Yus mic (Ѧ, ѧ) și Yus mare (Ѫ, ѫ), sau Jus, sunt litere ce reprezintă două vocale nazale, în alfabetul chirilic vechi și alfabetul glagolitic.  Fiecare dintre ele are și o formă  iotifiată (Ѩ, ѩ, Ѭ, ѭ), fiindu-le alipit un I.

Ius mic (stânga) și Ius mare (dreapta); formele normale (deasupra) formele iotifiate (dedesubt)